# Alain Sarteur
Alain Sarteur (ur. 17 czerwca 1946 w Plailly) – francuski lekkoatleta, sprinter, mistrz i wicemistrz Europy z 1969.
Zdobył złoty medal  w sztafecie 4 × 100 metrów (która biegła w składzie: Sarteur, Patrick Bourbeillon, Gérard Fenouil i François Saint-Gilles) oraz srebrny medal w biegu na 100 metrów (za Wałerijem Borzowem z ZSRR) na mistrzostwach Europy w 1969 w Atenach.
Zajął 4. miejsce w finale biegu na 60 metrów na halowych mistrzostwach Europy w 1970 w Wiedniu. Na halowych mistrzostwach Europy w 1971 w Sofii odpadł w półfinale tej konkurencji.
Odpadł w półfinale biegu na 100 metrów na igrzyskach olimpijskich w 1972 w Monachium i podobnie w półfinale biegu na 60 metrów na halowych mistrzostwach Europy w 1973 w Rotterdamie oraz na halowych mistrzostwach Europy w 1974 w Göteborgu.
Sarteur był mistrzem Francji w biegu na 100 metrów w 1970 i 1972, wicemistrzem w 1969 oraz brązowym medalistą w 1974, a także wicemistrzem w biegu na 200 metrów w 1969. Był również halowym mistrzem Francji w biegu na 60 metrów w 1973 i 1975, wicemistrzem w 1974 oraz brązowym medalistą w 1976 i 1977.